# Allium burjaticum
Allium burjaticum är en amaryllisväxtart som beskrevs av Nikolai Walterowich Friesen. Allium burjaticum ingår i släktet lökar, och familjen amaryllisväxter. Inga underarter finns listade i Catalogue of Life.